# Bay Bulls (ort)
Bay Bulls är en ort i Kanada.   Den ligger i provinsen Newfoundland och Labrador, i den östra delen av landet, 1 800 km öster om huvudstaden Ottawa. Bay Bulls ligger 7 meter över havet och antalet invånare är 1 078.
Terrängen runt Bay Bulls är huvudsakligen platt, men åt nordost är den kuperad. Havet är nära Bay Bulls åt sydost.Trakten är glest befolkad. Bay Bulls är det största samhället i trakten. 